# Home and Minor
Albums de Oceansize
Feed to Feed
(2009) Self Preserved While the Bodies Float Up
(2010)
Home and Minor est un EP du groupe britannique Oceansize, paru en octobre 2009.

## Liste des titres
1. Legal Teens – 4:28
2. PapGetting Where Water Cannot – 5:24
3. Monodrones – 2:34
4. Home & Minor – 8:10
5. Didnealand – 3:22
6. The Strand – 8:04